# Ambrosia artemisiifolia
Ambrosia artemisiifolia este o buruiană invazivă adventivă de carantină, anuală, monoică, cu frunze penat-sectate, originară din America de Nord. Crește pe marginea drumurilor, pe ogoare, prin culturi de trifoi, ruine și locuri lăsate în paragină (de aici denumirea populară: iarbă de paragină, iarba pârloagelor, floarea pustei). A fost introdusă în Europa cu diferite cereale, fiind semnalată pentru prima dată în 1863 în Germania; în România a fost observată prima dată la Orșova în anul 1910, acum fiind întâlnită mai ales pe Valea Mureșului, în Banat, în județele Bihor, Vaslui, Giurgiu. Înflorește în august-septembrie. Polenul acestei plante, purtat de vânt, provoacă polinoze (rinită alergică, conjunctivită alergică, astm, leziuni urticariene de contact) la sfârșitul verii - începutul toamnei, fiind unul dintre factorii agravanți ai astmului bronșic.

## Răspândire
Ambrozia este o specie de buruiană originară din America de Nord. Agreează clima caldă, lumina și ploile de vară. Nu agreează copacii și vegetația deasă. Apare de la nivelul mării până la înălțimea de 400 m.

## Habitat
Crește în grădini, în culturile de cereale și de florea-soarelui respectiv în zonele lăsate în paragină (de aici denumirea populară: iarbă de paragină) cum ar fi pe marginea drumurilor și a căilor ferate, în apropierea dărâmăturilor pe santierele de construcții, în zone unde s-a depozitat pământ excavat, respectiv pe terenurile lipsite de vegetație și prost întreținute.

## Istoric
Conform descrierii din 1958 lui Wagner și Beals din SUA ambrozia a fost descoperită și identificată ca buruiană în 1838. Conform lui Basett și lui Crompton (1975) ambrozia a fost studiată de către Palliser în 1863. În Canada s-a descoperit polenul acestei specii, cu o vechime de peste 60000 ani - datat din perioada interglaciară.

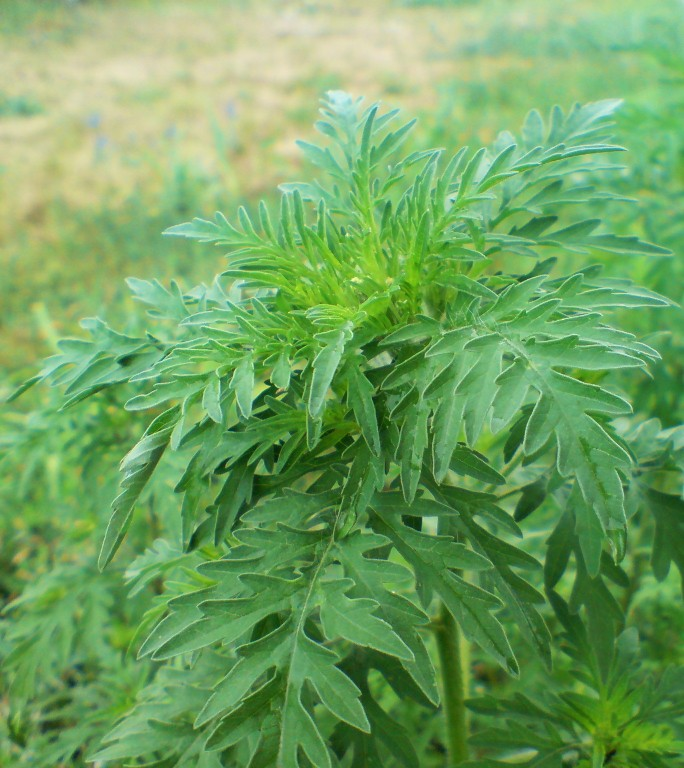
Ambrozie în Timișoara.

Intensificarea transporturilor intercontinentale a produselor agricole (cartofi, cereale, semințe de trifoi) a facilitat răspândirea acestei specii pe alte continente. Prezența ambroziei pe continentul European a fost semnalată prima oară în 1863 în Germania și în 1870 în Elveția. Datorită slabei sale competitivități și aclimatizări - răspândirea speciei a fost încetinită.
Răspândirea plantei pe continentul european a început în perioada primului război mondial. Prima apariție pe teritoriul Ungariei s-a semnalat în anii 1920 în Somogy sud. Răspândirea accelerată în Ungaria a avut loc în anii 1990.
Începând cu anii 1950, s-a răspândit cu repeziciune în Europa. În această perioadă a fost semnalată în regiunile lyoneze, iar în perioada 1960-70 a ridicat numeroase probleme de sănătate în rândul locuitorilor zonei.
Conform studiului de la GA2LEN cea mai afectată țară este Ungaria, unde 58-60% sunt sensibili la polenul de ambrozie. În Germania 14% din populație e sensibilă la polenul de ambrozie, în Olanda 15% iar în Danemarca 20%.
La început răspândirea speciei era lentă datorită perioadei de aclimatizare - dar după perioada de aclimatizare răspândirea ambroziei s-a desfășurat într-un ritm accelerat.
În România, planta s-a aclimatizat recent - răspândirea sa a fost ajutată de încălzirea globală. Primele informații asupra acestei specii în România datează din 1908 - planta fiind prezentă în zona Banat, Sighet, Moldova, Muntenia și Ploiești. În această perioadă s-au identificat doar exemplare individuale sau populații foarte mici.
După anul 1990 pe teritoriul României numeroase terenuri agricole au fost abandonate, au avut loc defrișări masive în sectorul silvic, astfel ambrozia s-a extins foarte mult în flora spontană, invadând inclusiv culturile agricole.
În contextul încălzirii globale a crescut foarte mult producția de polen de ambrozie. Cantitatea de polen se dublează în perioadele de secetă și temperaturi crescute. Persoanele sensibile au probleme toată vara din cauza acestui polen, cele mai frecvente simptome fiind strănuturile, rinoreea, congestia nazală, conjunctivita alergică, manifestată prin lăcrimare, prurit și eritem ocular. De asemenea, la persoanele care smulg ambrozia poate apărea dermatita de contact.
Deși este o specie invazivă în România, fiind periculoasă pentru sănătatea populației, această plantă nu este recunoscută oficial în România ca plantă de carantină.

## Metode de combatere
Smulgere din rădăcină sau tăiere repetată, cel puțin de trei ori, înainte de înflorire.
În prezent, în România există o lege privind combaterea ambroziei (specia Ambrosia artemisiifolia), considerată a fi cea mai alergenă plantă din această țară.